# سيمون بولسين
سيمون بوسك بولسين (بالدنماركية: Simon Poulsen) (مواليد 7 أكتوبر 1984 في سونديربورغ) لاعب كرة قدم دنماركي يلعب حاليا لصالح نادي إيه زد ألكمار الهولندي . .

## روابط خارجية
- سيمون بولسين على موقع الاتحاد الدولي (مؤرشف)  (الإنجليزية)
- سيمون بولسين على موقع الاتحاد الأوربي (الإنجليزية)
- سيمون بولسين على موقع قاعدة بيانات كرة القدم.إي يو (الإنجليزية)
- سيمون بولسين على موقع ناشيونال فوتبول تيمز (الإنجليزية)
- سيمون بولسين على موقع Soccerway.com (الإنجليزية)
- سيمون بولسين على موقع عالم كرة القدم.نت (الإنجليزية)
- سيمون بولسين على موقع كووورة
- سيمون بولسين على موقع AS.com (الإسبانية)